# 菜鳥評審員
《菜鳥評審員》（日语： Jajji!）是一部由永井聰執導，並於2014年上映的日本喜劇電影。電影由富士電視台製作、松竹發行，主演為妻夫木聰和北川景子。
電影的宣傳標語是「戀愛和工作。人生最大的審查！」（恋と仕事。人生最大の審查！）。

## 背景
富士電視台和松竹映畫在電影上映前五年已開始這個企劃，並邀請了經驗尚淺但被認為有潛在才華的永井聰擔任導演。永井在接拍這部電影之前曾經執導7名導演共同合作的電影《狗狗心事》之《犬語》，但主要以拍攝廣告為主業；而編寫本電影腳本的澤本喜光則曾經寫過2008年電影的腳本。兩公司在拍攝前和澤本達成共識要「製作一部完全原創的電影」，因此澤本曾為了增加更多笑點而修改腳本超過100次。澤本表示：「說真的，每個人都會撒謊。我作為審查員參與了許多世界的廣告節，以過去所看到聽到廣告獎和相關的花邊故事為基礎，創作這個腳本。最初的打算是真實50%、杜撰70%的方式，但定稿出來的是超過100%（的真實度）」，並稱這次比之前為電訊公司SoftBank創作的著名電視廣告系列《狗爸爸》「注入了更多的熱情和心血」。

## 劇情概要
任職於廣告公司的太田喜一郎（妻夫木聰飾），雖然有對廣告的熱情，但做起事來總是很兩光。某天，他半調子的上司大瀧一郎（豐川悅司飾），突然派給他一項任務，竟要他遠赴美國聖莫尼卡擔任國際廣告節評審。不過喜一郎的一口爛英文又怎麼有辦法讓他在每晚的派對上跟別人對談如流？於是他拜託熱衷賭博的美女同事大田光（北川景子飾），假冒成他的妻子共赴廣告節。大田起初拒絕，但想到會場和賭城拉斯維加斯近在咫尺，於是勉強答應了請求。
廣告節盛大開幕！此時上司大瀧打電話給喜一郎，聲稱如果公司的竹輪廣告不能得獎，就要把他解僱！但這支無聊到讓人翻白眼的竹輪廣告，顯得這要求既蠻橫又無理，也讓喜一郎頓時晴天霹靂、不知所措。同時，喜一郎還得面對敵對公司的菁英，以及不擇手段的各國評審。喜一郎唯一的武器，似乎只剩同事鏡先生（Lily Franky飾）所傳授的私房秘技，以及他對廣告那份純粹又忠誠的熱情。身處歌舞昇平的異鄉，私下卻勾心鬥角的廣告戰場，喜一郎能否在工作與愛情的兩端，作出人生最關鍵的評判呢？

## 評價

### 電影界
本片的主角妻夫木聰在完成拍攝後表示「完成一部超乎想像的逗趣作品，讓我彷彿回到之前演出的相同感覺。觀眾可以透過這個凡事都幹不好的菜鳥角色，從歡笑中獲得感動。」而在片中假扮妻夫木聰老婆的北川景子則指「能夠盡情對妻夫木聰『暴力相向』，十分過癮。」動畫導演細田守稱本片是「青春電影的王道」，搞笑藝人田村淳則表示「超有趣」，能「輕鬆理解廣告界內幕，讓人心情愉悅。」另一方面，美術監督秋山具義、導演佐藤尚之、演員石原良純、影評員樋口尚文，以及記者佐佐木俊尚等在看過電影後都給出了正面的評價，而影評家有村昆更指此片彷彿就是伊丹十三監督的作品，是一部「喜劇怪作」。
日本電影網站「cine-reflet」認為電影「有王道愛情喜劇的樂趣，也有搞笑和愛情的部分，感覺新鮮。」影評網「J-CAST」評論員野崎芳史認為電影中的廣告製作過程非常有趣，又指本片演員陣容強大，給予本片三星（五星為滿分）。

### 各地媒體
在臺灣，有評論指電影「內容熱鬧幽默逗趣」，不過也指出「一部講述廣告業界黑暗面的影片，並沒有聚焦在廣告的發想與製作，只有廣告人之間的諂媚作態與惡鬥，敘事節奏也顯得有點零碎與冗長。」與此相反，香港經濟通上的一篇影評認為電影「減壓必看、不能錯過」，演員們「合力營造最搞笑的氣氛，感覺有點像港式無厘頭喜劇；雖然已知結局會如何走，但所製造的衝突和轉折位仍具追看性」，給予本片四星（五星為滿分）。香港蘋果日報影評指本片是「一部非常港產片化的日本電影」，「影片中那份天真和簡陋的場面和處理方式，和非常公式化又其實頗好看的味道，在日本電影來說是較為少見」，又稱電影將「不合情理的情節很認真地拍攝和演出來。」另一香港媒體主場藝術則指電影是一部「一貫逢凶化吉的日式喜劇，基本上整部電影的笑聲都沒有停過，劇本前呼後應，並非一部馬虎堆砌笑料的喜劇，末段更帶有正面樂觀的信息，製作認真」，在總分100分中評予本片90分。

## 登場人物及演員
| - 太田喜一郎：妻夫木聰（香港配音：簡懷甄（有線）、梁偉德（TVB）） - 大田光（大田ひかり）：北川景子（香港配音：陳皓宜） - 鏡先生：Lily Franky（香港配音：潘文柏） - 木澤遙香（木沢はるか）：鈴木京香（香港配音：陸惠玲） - 大瀧一郎：豐川悦司（香港配音：蕭徽勇） - 卡洛斯（カルロス）：荒川良良（香港配音：陳成港） - 龍也：玉山鐵二（香港配音：蘇強文） - 原田：玄里（香港配音：何晶晶） - 伊澤：田中要次（香港配音：劉昭文） - 現通社長：風間杜夫（香港配音：陳永信） - 竹輪堂社長：緒方義博（香港配音：林國雄） | - 竹輪堂社長的兒子：濱野謙太（香港配音：李安邦） - 麻里子：伊藤步（香港配音：柚子蜜） - 現通社員、太田的前輩：加瀨亮（香港配音：劉奕希） - 狐狸烏冬（きつねうどん）廣告導演：木村祐一（香港配音：葉振聲） - Acecook宣傳室長：山縣森雄（香港配音：林國雄） - 松本：松本伊代（香港配音：李潤知） - 卡拉OK店的店長：志賀廣太郎（香港配音：林國雄） - 岡本：柄本時生（香港配音：麥皓豐） - 謎之老人：福本清三（香港配音：潘文柏） - 為永：竹中直人（香港配音：招世亮） - 蒼山：新井浩文（香港配音：麥皓豐） - 乍得馬倫 |

## 歌曲
- 主題曲：魚韻《Identity（日语：アイデンティティ (サカナクションの曲)）》[14]
- 片尾曲：魚韻《發現（日语：グッドバイ/ユリイカ）》

## 影碟
- DVD、藍光版本：2014年7月9日發售[15]

## 軼事
在片中經常以高超技巧轉筆的鏡先生（Lily Franky飾），實際上其轉筆時的手部影像是出自慶應義塾大學轉筆研究學會的學生三須雄介之手，並在後期製作時透過電腦合成技術合成到電影中。

## 外部連結
- http://judge-movie.com （页面存档备份，存于） （日語）
- YouTube上的《菜鳥評審員》預告片 （日語）
- YouTube上的《廣告祭！唔制！》香港預告片 （繁體中文）
- 《菜鳥評審員》台灣預告片 （页面存档备份，存于）
- 映画『ジャッジ！』的X（前Twitter） （日語）
- 的Facebook專頁 （日語）
- ジャッジ！ : 作品情報 （页面存档备份，存于） － 映画.com （日語）